# Ла-Шапель-сюр-Эрдр (кантон)
Ла-Шапель-сюр-Эрдр (фр. La Chapelle-sur-Erdre) — кантон во Франции, находится в регионе Пеи-де-ла-Луар, департамент Атлантическая Луара. Находится на территории двух округов: одна коммуна входит в состав округа Нант, пять — в состав округа Шатобриан-Ансени.

## История
До 2015 года в состав кантона входили коммуны Граншам-де-Фонтен, Ла-Шапель-сюр-Эрдр, Сюсе-сюр-Эрдр и Трейер.
В результате реформы 2015 года состав кантона был изменён: в него были включены ещё две коммуны.
До 31 декабря 2016 года пять коммун кантона входили в округ Нант, одна — в состав округа Шатобриан. После создания с 1 января 2017 года нового округа Шатобриан-Ансени в него перешли четыре коммуны кантона.

## Состав кантона с 22 марта 2015 года
В состав кантона входят коммуны (население по данным Национального института статистики за 2019 г.):
- Виньё-де-Бретань (6 175 чел.)
- Граншам-де-Фонтен (6 439 чел.)
- Ла-Шапель-сюр-Эрдр (19 551 чел.)
- Сюсе-сюр-Эрдр (7 221 чел.)
- Трейер (9 617 чел.)
- Фе-де-Бретань (3 676 чел.)

## Политика
На президентских выборах 2022 г. жители кантона отдали в 1-м туре Эмманюэлю Макрону 35,9 % голосов против 20,7 % у Жана-Люка Меланшона и 14,1 % у Марин Ле Пен; во 2-м туре в кантоне победил Макрон, получивший 74,8 % голосов. (2017 год. 1 тур: Эмманюэль Макрон – 33,0 %, Жан-Люк Меланшон – 20,5 %, Франсуа Фийон – 19,3 %, Марин Ле Пен – 11,0 %; 2 тур: Макрон – 81,8 %. 2012 год. 1 тур: Франсуа Олланд — 31,2 %, Николя Саркози — 26,4 %,  Франсуа Байру — 13,8 %; 2 тур: Олланд — 55,1 %).
С 2015 года кантон в Совете департамента Атлантическая Луара представляют член совета коммуны Ла-Шапель-сюр-Эрдр Эрван Буве (Erwan Bouvais) и член совета коммуны Трейер Элиза Дрион (Elisa Drion) (оба — Разные правые).
|                | Кандидаты                    | Партия                   | Первый тур | Первый тур     | Второй тур | Второй тур |
| Кол-во голосов | Кандидаты                    | Партия                   | % голосов  | Кол-во голосов | % голосов  |            |
| -------------- | ---------------------------- | ------------------------ | ---------- | -------------- | ---------- | ---------- |
|                | Эрван Буве Элиза Дрион       | Разные правые            | 5 924      | 44,13          | 7 367      | 51,59      |
|                | Натали Леблан Франк Муссе    | Левый блок – Зелёные     | 6 270      | 46,71          | 6 914      | 48,41      |
|                | Давид Буадрон Омбелин Гидуэн | Национальное объединение | 1 230      | 9,16           |            |            |

|                | Кандидаты                     | Партия             | Первый тур | Первый тур     | Второй тур | Второй тур |
| Кол-во голосов | Кандидаты                     | Партия             | % голосов  | Кол-во голосов | % голосов  |            |
| -------------- | ----------------------------- | ------------------ | ---------- | -------------- | ---------- | ---------- |
|                | Эрван Буве Элиза Дрион        | Правый блок        | 6 292      | 33,32          | 9 597      | 53,22      |
|                | Клод Лефор Кристин Шевалье    | Разные левые       | 4 915      | 26,02          | 8 437      | 46,78      |
|                | Борис Возняк Брижитт Неделек  | Национальный фронт | 3 013      | 15,95          |            |            |
|                | Жозеф Вьолен Мэте Конар       | Разные левые       | 2 856      | 15,12          |            |            |
|                | Вивьян Гевель Жан-Пьер Клаво  | Левый фронт        | 885        | 4,69           |            |            |
|                | Беранжер Изеник Бенуа Фураж   | Вставай, Франция   | 526        | 2,79           |            |            |
|                | Мартин Буланже Гвенваэль Дюре | Прочие             | 399        | 2,11           |            |            |